# Microplexia
Microplexia is een geslacht van vlinders van de familie van de Uilen (Noctuidae). De wetenschappelijke naam van dit geslacht is voor het eerst voorgesteld door George Francis Hampson in een publicatie uit 1898. Alle soorten in dit geslacht zijn endemisch voor Madagaskar.

## Soorten
- M. albopicta (Saalmüller, 1891)
- M. anosibe Berio, 1959
- M. aurantiaca (Saalmüller, 1891)
- M. bicoloria Berio, 1963
- M. bicostata Berio, 1964
- M. confusa Berio, 1963
- M. costimaculalis Guillermet, 1992
- M. discreta (Saalmüller, 1891)
- M. elegans (Saalmüller, 1891)
- M. extranea Berio, 1959
- M. fenestrata Berio, 1963
- M. ferrea Hampson, 1908
- M. fracta Berio, 1956
- M. griveaudi Berio, 1963
- M. lithacodica Berio, 1964
- M. metachrostoides Berio, 1959
- M. muscosa (Saalmüller, 1891)
- M. nephelea (Mabille, 1900)
- M. parmelia (de Toulgoët, 1954)
- M. plurinephra Berio, 1959
- M. sagitta (Saalmüller, 1891)
- M. transversata Berio, 1964
- M. virescens (Saalmüller, 1891)
- M. viridaria (Kenrick, 1917)
- M. viridis Berio, 1963